# Univé Stadion
Univé Stadion – wielofunkcyjny stadion w mieście Emmen w Holandii. Najczęściej używany jest jako stadion piłkarski, a swoje mecze rozgrywa na nim drużyna FC Emmen. Stadion może pomieścić 8600 widzów, a został wybudowany w 2001 roku. W 2005 roku rozgrywano tutaj mecze Młodzieżowych Mistrzostw Świata.

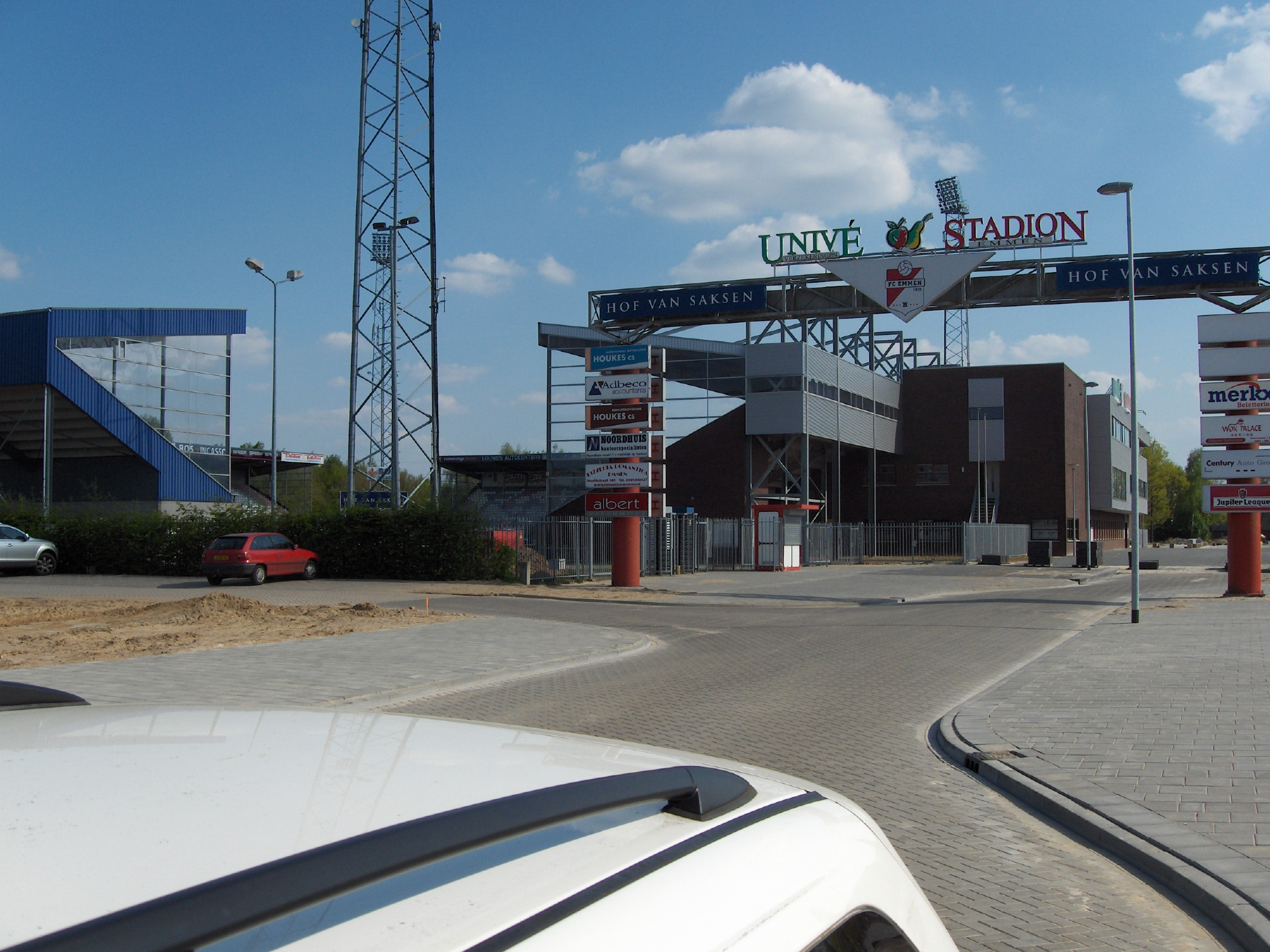
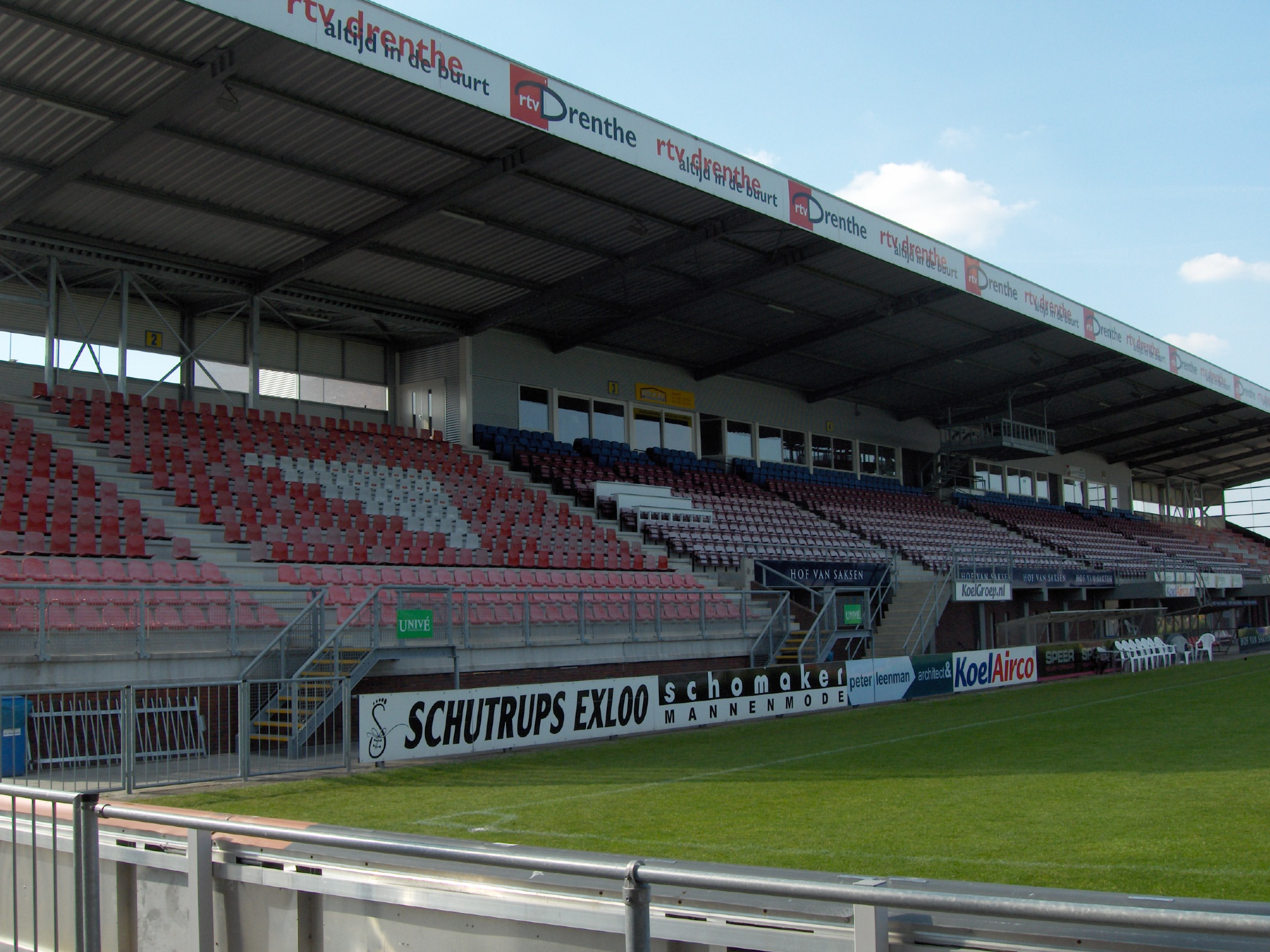
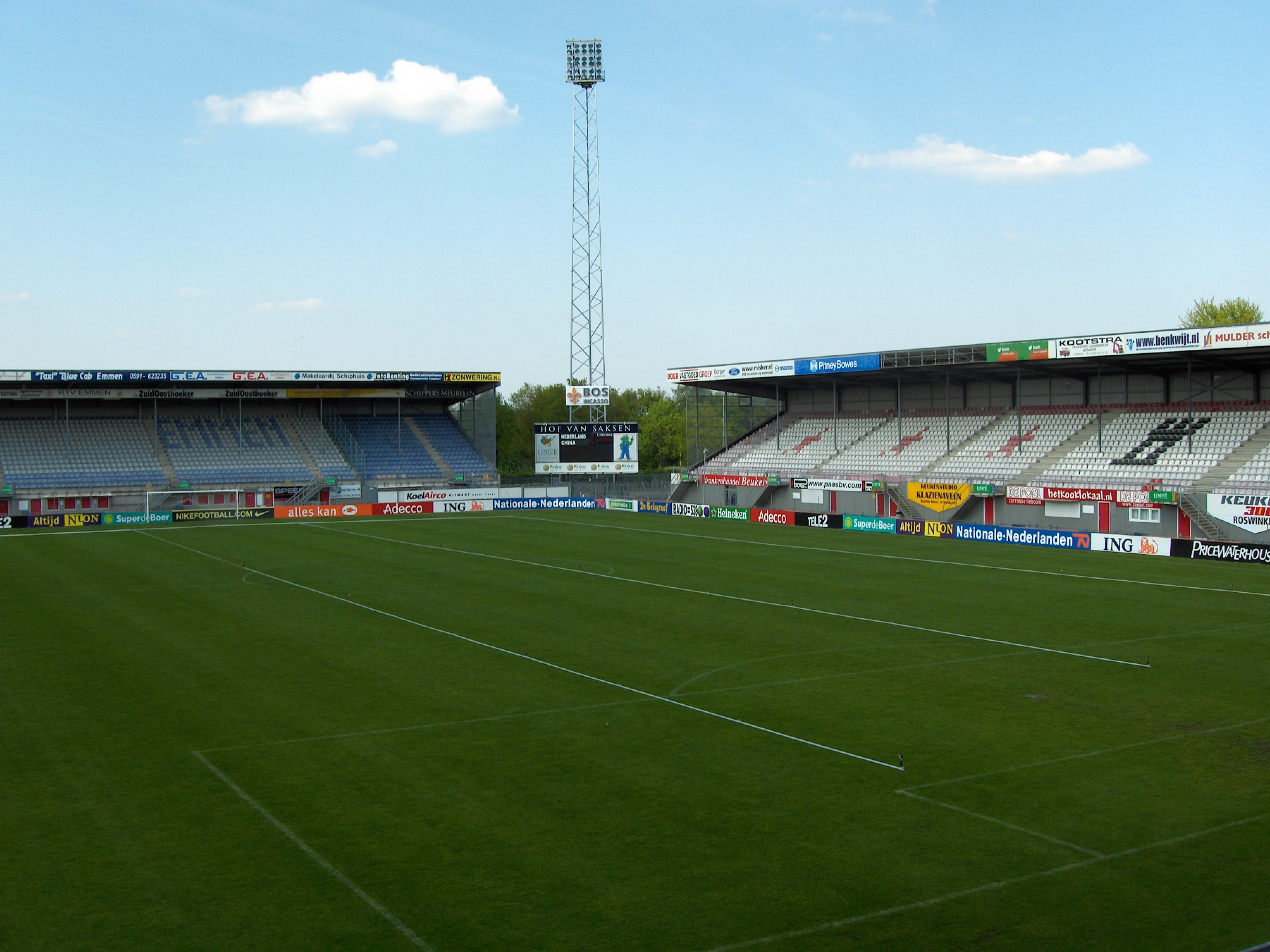
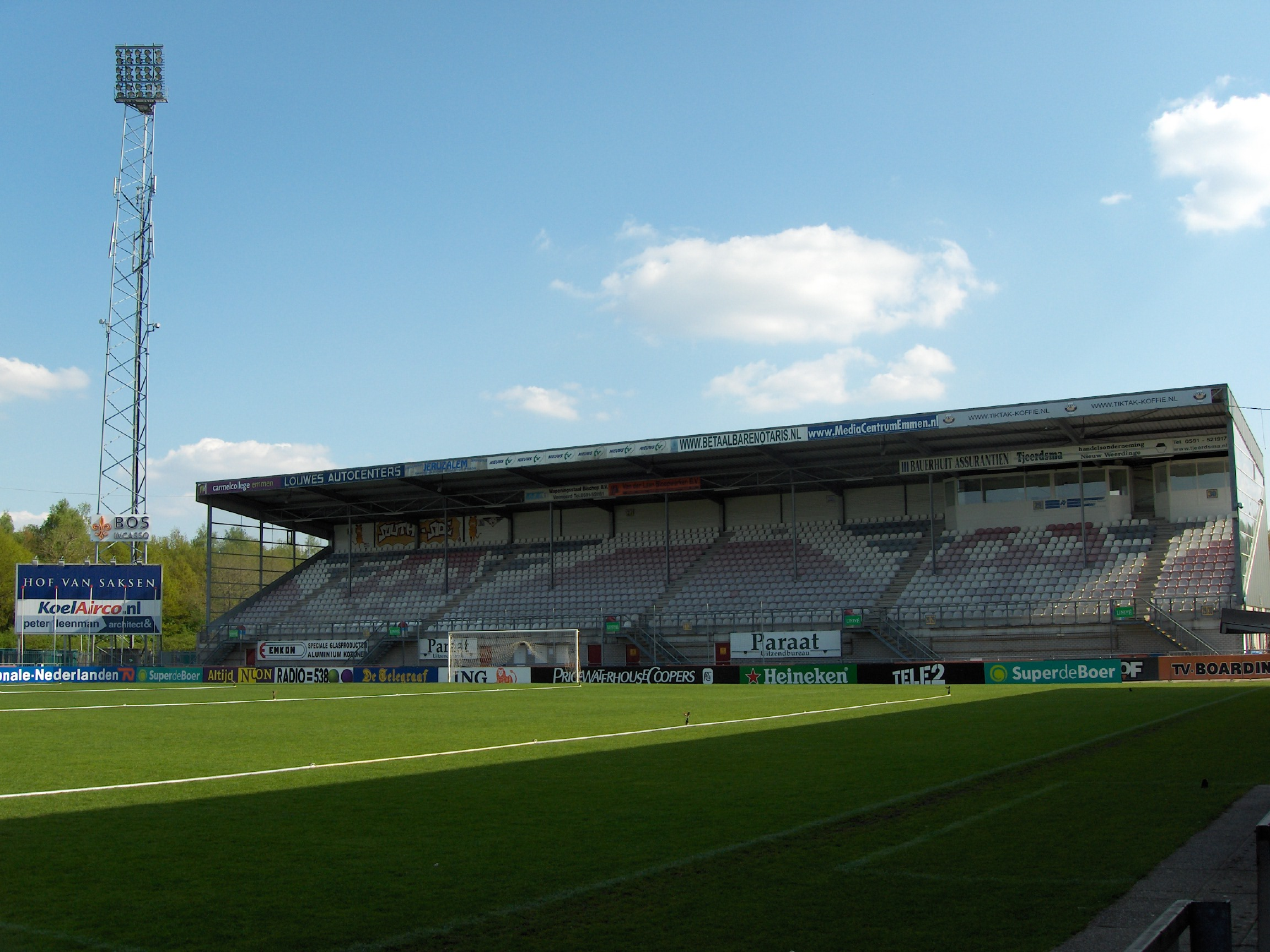